# Gaianes
Gaianes é um município da Espanha na província de Alicante, Comunidade Valenciana. Tem 9,6 km² de área e em 2021 tinha 505 habitantes (densidade: 52,6 hab./km²).

## Demografia
| Variação demográfica do município entre 1991 e 2004 | Variação demográfica do município entre 1991 e 2004 | Variação demográfica do município entre 1991 e 2004 | Variação demográfica do município entre 1991 e 2004 |
| --------------------------------------------------- | --------------------------------------------------- | --------------------------------------------------- | --------------------------------------------------- |
| 1991                                                | 1996                                                | 2001                                                | 2004                                                |
| 331                                                 | 314                                                 | 319                                                 | 344                                                 |